# Kokkoku
Kokkoku (刻刻?) es una serie de manga escrita e ilustrada por Seita Horio. Fue serializado en la revista Morning Two de la editorial Kōdansha desde agosto de 2009 hasta octubre de 2014. Ha sido lincenciado por Kodansha USA en versión digital e impresa en inglés. El manga fue adaptado a una serie de anime producida por Geno Studio, la cual salió al aire el 7 de enero de 2018 y finalizó el 26 de marzo de 2018.

## Argumento
Juri es una joven que vive con su familia (Sus hermanos mayores, su padre, sobrino y su abuelo), conviviendo en los distintos problemas que atraviesan como el desempleo y las discusiones por ello. Un día el hermano y el sobrino de Juri son secuestrados por un misterioso culto llamado "Sociedad Genuina del Amor". Ante esto su abuelo hace uso de una extraña piedra con un hechizo para hacer que tanto Juri y su padre entren a un mundo llamado Stasis, donde el tiempo no pasa y nada se mueve salvo por ellos mismos. Dentro del extraño mundo, Juri va descubriendo el retorcido plan del extraño culto y así mismo a los extraños seres que habitan esa dimensión, los heraldos.

## Personajes
Juri Yukawa (佑河樹里 Yukawa Juri?)
Voz por: Chika Anzai
Shōko Majima (間島翔子 Majima Shōko?)
Voz por: Asami Seto
Abuelo (じいさん Jii-san?)
Voz por: Kazuhiro Yamaji
Junji Sagawa (佐河順治 Sagawa Junji?)
Voz por: Hozumi Goda
Takafumi Yukawa (佑河貴文 Yukawa Takafumi?)
Voz por: Koji Tsujitani
Tsubasa Yukawa (佑河翼 Yukawa Tsubasa?)
Voz por: Hirofumi Nojima
Makoto Yukawa (佑河真 Yukawa Makoto?)
Voz por: Ryuto Iwata
Shiomi (潮見?)
Voz por: Yuya Uchida
Sako (迫?)
Voz por: Hiroyuki Yoshino

## Manga
El manga fue creado por Seita Horio, comenzó a serializarse en la revista Morning Two de la editorial Kodansha desde el 21 de agosto de 2009 hasta el 23 de octubre de 2014, se compilaron un total de 8 volúmenes en formato tankōbon. La división americana, Kodansha USA, licenció el manga, es publicado en inglés con versiones impresa y digital.

### Lista de volúmenes
| N.º | Título      | Fecha de lanzamiento    | ISBN original          |
| --- | ----------- | ----------------------- | ---------------------- |
| 1   | «Volumen 1» | 22 de agosto de 2009    | ISBN 978-4-06-372822-4 |
| 2   | «Volumen 2» | 22 de agosto de 2009    | ISBN 978-4-06-372823-1 |
| 3   | «Volumen 3» | 23 de agosto de 2010    | ISBN 978-4-06-372924-5 |
| 4   | «Volumen 4» | 22 de abril de 2011     | ISBN 978-4-06-372999-3 |
| 5   | «Volumen 5» | 23 de marzo de 2012     | ISBN 978-4-06-387092-3 |
| 6   | «Volumen 6» | 22 de marzo de 2013     | ISBN 978-4-06-387197-5 |
| 7   | «Volumen 7» | 22 de noviembre de 2013 | ISBN 978-4-06-387249-1 |
| 8   | «Volumen 8» | 23 de octubre de 2014   | ISBN 978-4-06-388354-1 |

## Anime
Geno Studio publicó que produciría una serie de anime adaptada del manga. El diseño de personajes es de Yasuomi Umetsu con guion de Noboru Kimura y dirigido por Yoshimitsu Ohashi. El tema de apertura es interpretado por MIYAVI Vs KenKen. El anime salió al aire el 7 de enero de 2018 en las cadenas de televisión Tokyo MX y BS11, también es emitido de manera internacional a través del servicio Amazon Prime Video.
Sentai Filmworks obtuvo la licencia de la serie para un lanzamiento de video casero con un doblaje en inglés el 16 de abril de 2019. Anime Limited adquirió la serie para su distribución en el Reino Unido e Irlanda.

### Lista de episodios
| #  | Título                        | Estreno               |
| -- | ----------------------------- | --------------------- |
| 1  | «Primer Momento» (㐧一刻)     | 7 de enero de 2018    |
| 2  | «Segundo Momento» (㐧二刻)    | 14 de enero de 2018   |
| 3  | «Tercer Momento» (㐧三刻)     | 21 de enero de 2018   |
| 4  | «Cuarto Momento» (㐧肆刻)     | 28 de enero de 2018   |
| 5  | «Quinto Momento» (㐧伍刻)     | 4 de febrero de 2018  |
| 6  | «Sexto Momento» (㐧伍刻)      | 11 de febrero de 2018 |
| 7  | «Séptimo Momento» (㐧漆刻)    | 18 de febrero de 2018 |
| 8  | «Octavo Momento» (㐧捌刻)     | 25 de febrero de 2018 |
| 9  | «Noveno Momento» (㐧玖刻)     | 4 de marzo de 2018    |
| 10 | «Décimo Momento» (㐧拾刻)     | 11 de marzo de 2018   |
| 11 | «Undécimo Momento» (㐧拾壱刻) | 18 de marzo de 2018   |